# Bob Marley & The Wailers
Bob Marley & The Wailers (oorspronkelijk The Wailers) was een Jamaicaanse reggaeband, opgericht door Bob Marley. De band ontstond toen Peter Tosh in 1963 Neville Livingston (Bunny Wailer) en Robert Nesta Marley (Bob Marley) ontmoette. Aan het eind van 1963 hadden Junior Braithwaite, Beverley Kelso en Cherry Smith zich bij The Wailers gevoegd.
Nadat Peter Tosh en Bunny Wailer The Wailers verlieten in 1974 begon Bob Marley te toeren met nieuwe bandleden. Zijn nieuwe band bestond uit de broers Carlton en Aston Barrett, Junior Marvin, Al Anderson, Tyrone Downie, Earl Lindo en Alvin Patterson. De I Threes, bestaande uit Marleys vrouw Rita Marley, Marcia Griffiths en Judy Mowatt, verzorgden de achtergrondzang.

## Geschiedenis
The Wailers ontstonden toen Peter Tosh in 1963 Bob Marley en Neville Livingston ontmoette en hen leerde gitaar, keyboard en percussie te spelen. Aan het eind van 1963 hadden ook Junior Braithwaite, Beverley Kelso en Cherry Smith zich aangesloten bij de band. Ze stonden bekend als The Teenagers, The Wailing Rudeboys en The Wailing Wailers tot ze uiteindelijk de naam The Wailers aannamen. In 1966 hadden Braithwaite, Kelso en Smith de band verlaten, zodat deze weer bestond uit het oorspronkelijke trio Livingston, Marley en Tosh.
Sommige van hun meest succesvolle nummers werden opgenomen met Lee "Scratch" Perry en zijn studioband The Upsetters. In het begin van 1970 begonnen Carlton en Aston Barrett, twee leden van The Upsetters, instrumentale ondersteuning te verlenen voor The Wailers als de Wailers Band.
De band nam baanbrekende ska- en reggaenummers op, zoals "Simmer Down", "Trenchtown Rock", "Nice Time", "War", "Stir It Up" en "Get Up, Stand Up.
In 1974 gingen The Wailers uit elkaar vanwege Tosh en Livingstons weigering om te toeren. Marley vormde toen Bob Marley & The Wailers, met hemzelf als gitarist, leadzanger en songwriter, de Wailers Band als begeleidende band en de I Threes als achtergrondzangers. 

## Leden
- Bob Marley – gitaar, zang (1963–1981; overleden in 1981)
- Peter Tosh – gitaar, keyboard, zang (1963–1974; overleden in 1987)
- Bunny Wailer – percussie, zang (1963–1974)
- Cherry Smith – achtergrondzang (1963–1966; overleden in 2008)
- Beverley Kelso – achtergrondzang (1963–1965)
- Junior Braithwaite – zang (1963–1964; overleden in 1999)
- Constantine Walker – achtergrondzang (1966–1967)
- Hugh Malcolm – drums, percussie (1967–1972)
- Aston Barrett – basgitaar (1970–1981)

- Carlton Barrett – drums, percussie (1970–1981; overleden in 1987)
- Earl Lindo – keyboards (1973–1981)
- Alvin Patterson – percussie (1974–1981)
- Rita Marley – achtergrondzang (1974–1981)
- Marcia Griffiths – achtergrondzang (1974–1981)
- Judy Mowatt – achtergrondzang (1974–1981)
- Al Anderson  – gitaar (1974–1975, 1978-1981)
- Tyrone Downie – keyboards, percussie, achtergrondzang (1976–1981)
- Junior Marvin – gitaar, achtergrondzang (1977–1981)

Tijdlijn

## Discografie
Als The Wailers
- The Wailing Wailers (1965)
- Soul Rebels (1970)
- Soul Revolution (1971)
- The Best of The Wailers (1971)
- Catch a Fire (1973)
- Burnin' (1973)

Als Bob Marley & The Wailers
- Natty Dread (1974)
- Live! (1975) Livealbum
- Rastaman Vibration (1976)
- Exodus (1977)
- Kaya (1978)
- Survival (1979)
- Uprising (1980)
- Confrontation (1983)

### NPO Radio 2 Top 2000
| Nummer met noteringen in de NPO Radio 2 Top 2000 | '11  | '12 | '13 | '14 | '15 | '16 | '17 | '18 | '19 | '20 | '21 | '22 | '23 | '24 |
| ------------------------------------------------ | ---- | --- | --- | --- | --- | --- | --- | --- | --- | --- | --- | --- | --- | --- |
| Three Little Birds                               | 1356 | 242 | 243 | 315 | 346 | 331 | 326 | 238 | 201 | 185 | 123 | 178 | 188 | 181 |

1. ↑  Een vetgedrukt getal geeft de hoogste notering aan.
2. ↑  2011 was het eerste jaar met een notering voor dit nummer.

## Tournees
- April – juli 1973: Catch a Fire Tour (VS, Engeland)
- Oktober –november 1973: Burnin' Tour (VS, Engeland)
- Juni – juli 1975: Natty Dread Tour (VS, Canada, Engeland)
- April – juli 1976: Rastaman Vibration Tour (VS, Canada, Duitsland, Zweden, Nederland, Frankrijk, Engeland, Wales)
- Mei – juni 1977: Exodus Tour (Frankrijk, België, Nederland, Duitsland, Zweden, Denemarken, Engeland)
- Mei – augustus 1978: Kaya Tour (VS, Canada, Engeland, Frankrijk, Spanje, Zweden, Denemarken, Noorwegen, Nederland, België)
- April – mei 1979: Babylon by Bus Tour (Japan, Nieuw-Zeeland, Australië, Hawaï)
- Oktober 1979 – januari 1980: Survival Tour (VS, Canada, Trinidad en Tobago, Bahama's, Gabon, Zimbabwe)
- Mei – september 1980: Uprising Tour (Zwitserland, Duitsland, Frankrijk, Noorwegen, Zweden, Denemarken, België, Nederland, Italië, Spanje, Ierland, Engeland, Schotland, Wales, VS)

- International Standard Name Identifier: 0000 0001 2265 2083
- Library of Congress Control Number: n82242979
- MusicBrainz: c296e10c-110a-4103-9e77-47bfebb7fb2e
- Nationale Bibliotheek van Israël: 987007404133105171
- Virtual International Authority File: 138406746

Bob Marley · Junior Braithwaite · Beverley Kelso · Bunny Wailer · Peter Tosh · Cherry Smith · Constantine "Vision" Walker · Earl "Chinna" Smith · Aston Barrett · Joe Higgs · Earl Lindo · Carlton Barrett · Al Anderson · Alvin Patterson · Junior Marvin · Donald Kinsey · Tyrone Downie · I Threes (Rita Marley · Marcia Griffiths · Judy Mowatt)